# بوريو
بوريو هي علامة تجارية من البسكويت المحلية في مصر والتي تشبه أوريو. وهي عبارة عن قطعتين من البسكويت تحتوي على الشوكولاتة وبينهما قطعة من الكريمة.
اختُرعت في الولايات المتحدة عام 1912 بواسطة شركة نابيسكو، وتُصنع وتُوزع في مصر بواسطة شركة فاميلي نيوترشن تحت إشراف عبد الرحمن أحمد.
استحوذت كرافت فودز على شركة نابيسكو في عام 2000 وشركة فاميلي نيوتريشن في عام 2003، أصبحت كلا المنتجين مملوكة لنفس الشركة. في عام 2012، أصبحت شركة كرافت فودز شركة موندليز العالمية.